# Boa Esperança do Norte
Boa Esperança do Norte é um município brasileiro no estado de Mato Grosso, região Centro-Oeste. Está localizado no médio-norte do estado. Tem uma área de aproximadamente 4 500 km² (450 mil hectares).
Boa Esperança do Norte foi emancipada com a lei estadual nº 7.264, de 29 de março de 2000 e sua constitucionalidade foi reconhecida somente em outubro de 2023, mediante decisão do Supremo Tribunal Federal (STF). Sua instalação ocorreu em 01/01/2025. Por ter sido distrito pertencente ao município de Sorriso até sua emancipação, o desmembramento de seu território incluiu terras do município de Sorriso (20%), mas também incluiu terras dos distritos de Piratininga e Parque Água Limpa, anteriormente pertencentes a Nova Ubiratã (80%).
Entre a sua principal atividade econômica, está o setor primário, tendo destaque a produção de grãos, sendo a atividade agrícola ocupante mais da metade da área emancipada.

## História
Boa Esperança do Norte foi criado inicialmente como distrito do município de Sorriso, denominado "Boa Esperança". A localidade se encontra a 140 km da sede sorrisiense. A emancipação foi aprovada pela população mediante plebiscito ocorrido em 19 de março de 2000, vindo a ocorrer no mesmo mês, pela lei nº 7.264 de 29 de março de 2000. Adquiriu a denominação "Boa Esperança do Norte" a fim de se distinguir de homônimos.
Além de Sorriso, para compor o novo município seriam desmembradas áreas de Nova Ubiratã, cuja administração era contra a perda de terras. Posteriormente, a emancipação foi considerada inconstitucional pelo Tribunal de Justiça do Estado de Mato Grosso (TJMT), decisão que foi acatada pelo Tribunal Regional Eleitoral (TRE). A Assembleia Legislativa de Mato Grosso (ALMT) chegou a recorrer contra a decisão do TRE, mas o parecer final do recurso, dado pelo Superior Tribunal de Justiça (STJ) em 6 de abril de 2000, foi de que o desmembramento era inconstitucional.
Em julgamento do Supremo Tribunal Federal (STF) de 6 de outubro de 2023, foi reconhecida a constitucionalidade da lei estadual nº 7.264/2000. Com isso, foi confirmada a criação do município de Boa Esperança do Norte, sendo sua área total composta por 80% das terras desmembradas de Nova Ubiratã e 20% delas de Sorriso.
Após a decisão do STF, a Prefeitura Municipal de Sorriso expressou apoio à decisão de emancipação, enquanto a Prefeitura Municipal de Nova Ubiratã se posicionou novamente contrária à emancipação do novo município e entrou com ação no TRE-MT e no STF para tentar impedir a implementação de Boa Esperança do Norte. Em 13 dezembro de 2024, o TRE-MT foi contrário a ação de Nova Ubiratã e manteve a criação de Boa Esperança do Norte por unanimidade. Em 21 de março de 2025, o STF seguiu a decisão do TRE-MT e por unanimidade, a criação de Boa Esperança do Norte foi mantida.
No dia 06 de outubro de 2024, ocorreu a primeira eleição municipal para prefeito e vereador do novo município de Boa Esperança do Norte, com a disputa pela chefia do Poder Executivo sendo eleito o agricultor Calebe Francesco Francio (Movimento Democrático Brasileiro - MDB) e o vice-prefeito o Jair Obregão (Partido Liberal - PL). Enquanto na Câmara Municipal de Boa Esperança do Norte foram eleitos 09 vereadores, sendo: Sidiney Piratininga, Professora Daniely Peters, Professora Joana, Izaqueu Andrade (DC); Professor Wellington, Pepe Da Piratininga (UNIÃO); Marcão De Boa Esperança, Olenil Lino (MDB); e Andre Da Adf (PL).
O novo município foi instalado em 1º de janeiro de 2025, quando o primeiro prefeito, o primeiro vice-prefeito e os primeiros vereadores tomaram posse.

## Demografia

### População
Segundo a estimativa de 2024 do Instituto Brasileiro de Geografia e Estatística (IBGE), a população de Boa Esperança do Norte foi de 5 772 habitantes. Seu eleitorado é de 3 485 pessoas, segundo dados do Tribunal Superior Eleitoral (TSE) de fevereiro de 2024. A população do município é constituída por migrantes oriundos do Sul do Brasil, do Maranhão e do Pará.

## Geografia

### Meio Ambiente

#### Unidades de conservação
O município de Boa Esperança do Norte abriga a "Área de Proteção Ambiental (APA) estadual de Salto Magessi", uma unidade de conservação de uso sustentável, criada em 2002, que possui 7 846 hectares e com fitofisionomia de 100% de Contato Savana-Floresta Estacional. A APA Salto Magessi envolve cachoeiras e o território do entorno localizado às margens do Rio Teles Pires, curso d'água situado na bacia hidrográfica do rio Tapajós.

## Economia
A economia do município de Boa Esperança do Norte tem no agronegócio sua principal base, com destaque para a agricultura e a produção de grãos. A região produz algodão, milho e soja. Também, conta com mais de 400 empresas.

## Política e administração

### Poder Executivo
Na eleição municipal que ocorreu em seis de outubro de 2024, Boa Esperança do Norte elegeu o primeiro prefeito da história do município: Calebe Francesco Francio, do Movimento Democrático Brasileiro (MDB). Em 1° de janeiro de 2025, Calebe Francio tomou posse como prefeito. O vice-prefeito é Jair Obregão, do Partido Liberal (PL).

### Poder Legislativo
A Câmara Municipal de Boa Esperança do Norte é composta por nove vereadores.